# Big Bang
Big Bang (кор. 빅뱅, укр. Біґ Бенґ) — південнокорейський бой-бенд, сформований 19 серпня 2006 року агенцією YG Entertainment. До складу гурту входять три учасники: G-Dragon, Теян та Десон. Два колишних учасника Синрі, покинув гурт Big Bang 11 березня 2019 року та Т.О.П., покинув гурт у березні 2023. Мають звання «Королі Корейської музики» з 2006 року.

## Кар'єра
Гурт є дуже відомим у всьому світі. Є одним з тих, хто був ключовим моментом в історії просування течії Халлю. Big Bang завоювали популярність у Японії під час свого дебюту, який у чартах Oricon вважався як № 2. Про Big Bang в одній японській газеті написали хвалебну статтю, називаючи їх «корейською EXILE». Під час опитування громадської думки про гурт сказали, що «в Японії відбувається просто якась манія щодо них». Big Bang як гурт є прикладом для наслідування для багатьох артистів та вважаються королями індустрії K-POP.

## Учасники
| Сценічне ім'я    | Сценічне ім'я | Сценічне ім'я | Справжнє ім'я! | Справжнє ім'я!  | Справжнє ім'я! | Дата народження             | Позиція у гурті                       |
| Українською      | Латиниецю     | Хангилем      | Українською    | Латиниецю       | Хангиль        | Дата народження             | Позиція у гурті                       |
| ---------------- | ------------- | ------------- | -------------- | --------------- | -------------- | --------------------------- | ------------------------------------- |
| Т. О.П.          | T.O.P         | 탑            | Чхве Синхьон   | Choi Seung-Hyun | 최승현         | 4 листопада 1987 (37 років) | Провідний репер, вокаліст             |
| Теян             | Taeyang       | 태양          | Дон Йонбе      | Dong Young-Bae  | 동영배         | 18 травня 1988 (36 років)   | Головний вокаліст, головний танцюрист |
| Джі-Дрегон       | G-Dragon      | 지드래곤      | Квон Джийон    | Kwon Ji-Yong    | 권지용         | 18 серпня 1988 (36 років)   | Лідер, головний репер, вокаліст       |
| Десон            | Daesung       | 대성          | Кан Десон      | Kang Dae-Sung   | 강대성         | 26 квітня 1989 (36 років)   | Провідний вокаліст, макне             |
| Колишній учасник |               |               |                |                 |                |                             |                                       |
| Синрі            | Seungri       | 승리          | Лі Синхьон     | Lee Seung-Hyun  | 이승현         | 12 грудня 1990 (34 роки)    | Провідний танцюрист, вокаліст, макне  |

## Дискографія
| Студійні альбоми - 2006: BIGBANG Vol.1 - 2008: Remember - 2016: Made Мініальбоми - 2007: Always - 2007: Hot Issue - 2008: Stand Up - 2011: Tonight - 2011: Alive Перевидання - 2011: Tonight - 2012: Still Alive Сингли - 2006: BIGBANG - 2006: BIGBANG Is V.I.P - 2006: BIGBANG 03 - 2008: FILA Limited Edition With BIGBANG - 2015: M - 2015: A - 2015: D - 2015: E - 2022: Still Life | Студійні альбоми - 2008: Number 1 - 2009: BIGBANG - 2011: BIGBANG 2 - 2012: Alive - 2012: Made Series Перевидання - 2011: Alive (Монстр версія) Мініальбоми - 2008: For the World - 2008: With U - 2012: Special Final in Dome Memorial Collection Сингли - 2009: My Heaven - 2009: Gara Gara GO!! - 2009: Koe o Kikasete - 2010: Tell Me Goodbye - 2010: Beautiful Hangover |

## Фільмографія
- Big Bang Made (2016)